# Maquis du Beaufortain
Pour les articles homonymes, voir Beaufortain.

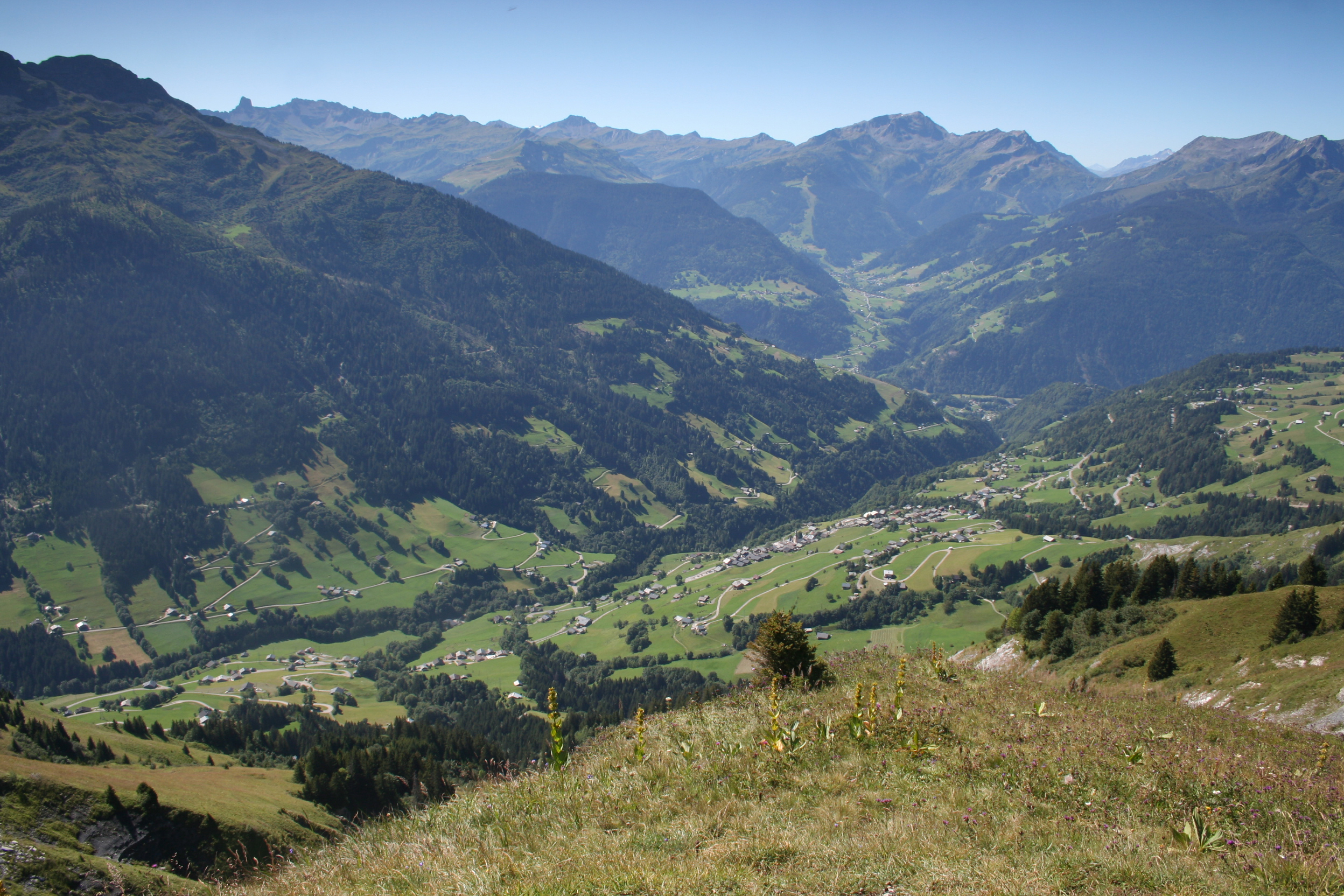
Le Beaufortain depuis Hauteluce en direction de Beaufort et du Grand Mont.

Le maquis du Beaufortain est un maquis de la résistance française situé dans le Beaufortain, au sein du massif du même nom, en Savoie.